# Позиційний мікрометр

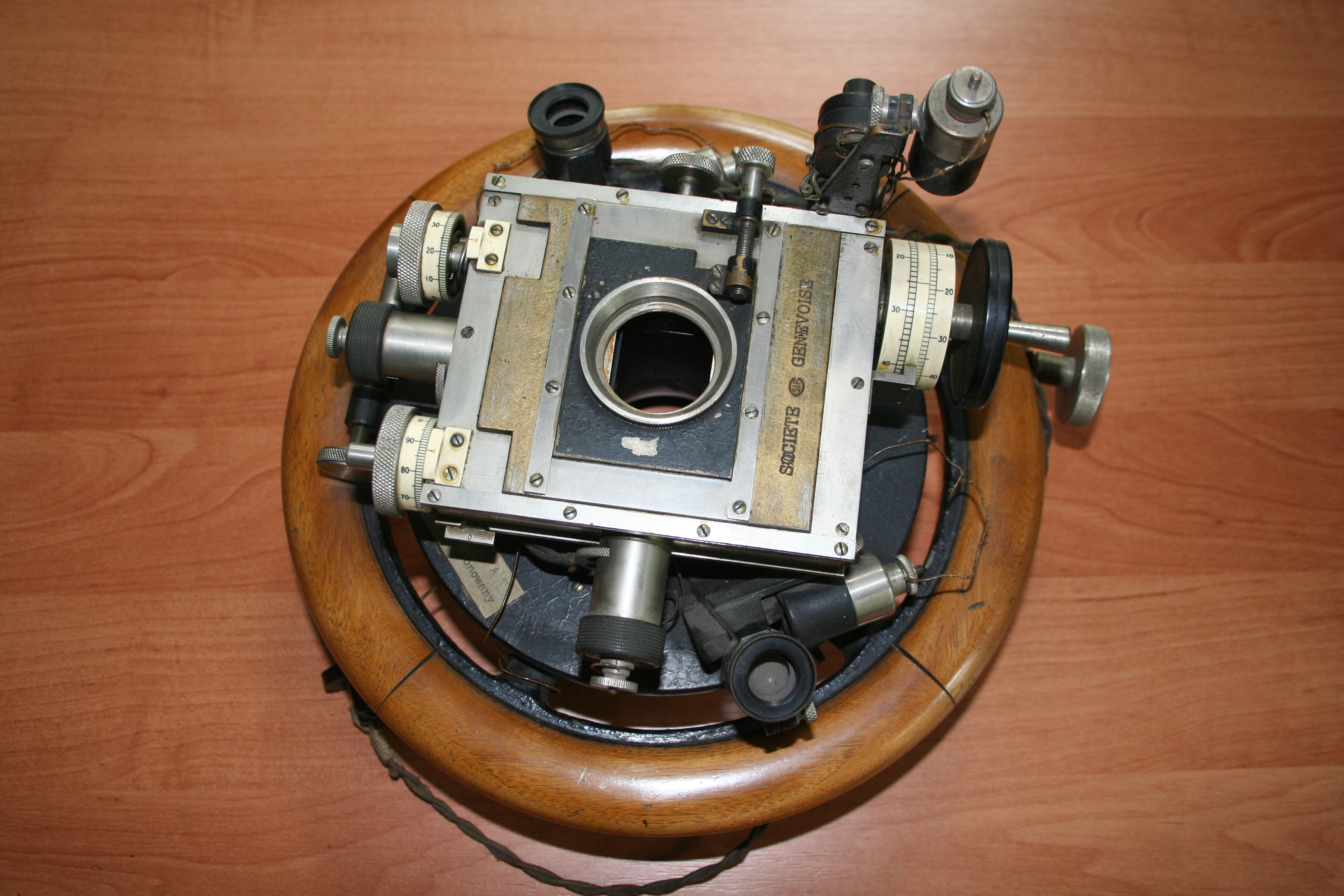
Позиційний мікрометр. Астрономічна лабораторія
Університету ім. Адама Міцкевича в Познані

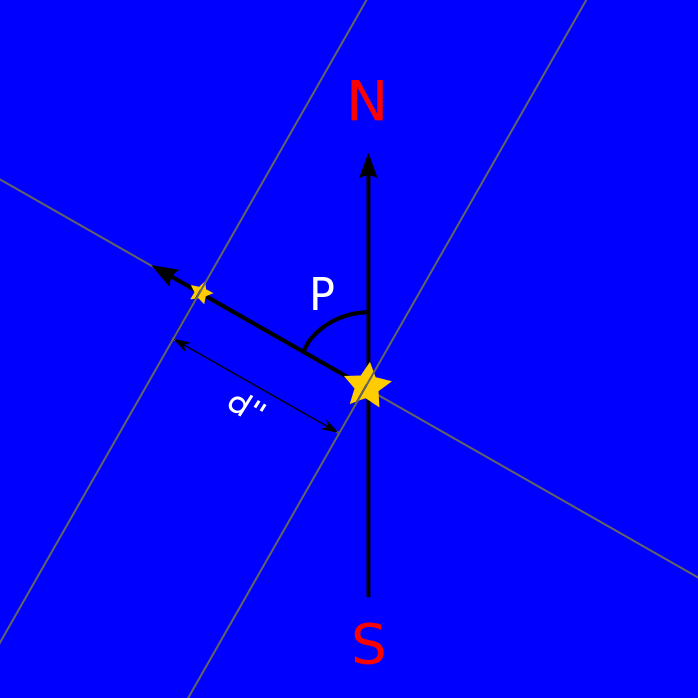
Вимірювання позиційним мікрометром:
P — позиційний кут;
d — кутова відстань

Позиційний мікрометр (нитковий мікрометр) — оптичний прилад (окуляр), який застосовується в астрометричних телескопах, мікроскопах та геодезичних приладах для вимірювань кутових відстаней і позиційних кутів між оптично близько розташованими об'єктами. Назва «нитковий мікрометр» (англ. Filar micrometer) походить від терміна «філар» (лат. filum), що означає «нитка» та стосується тонких ниток, які безпосередньо застосовуються у приладі.

## Будова та принцип роботи
Типовий позиційний мікрометр складається з мікрометра та візирної шкали-сітки, яка має дві дуже тонкі паралельні нитки, що можуть бути зміщені спостерігачем за допомогою мікрометричних гвинтових механізмів, які завдяки шкалі Ноніуса дозволяють точно зчитувати значення кутових відстаней. Розмістивши одну нитку на одному об'єктові і, змістивши другу нитку на інший об'єкт, можна виміряти відстань між двома нитками за допомогою мікрометра. З огляду на це точне вимірювання відстані у площині зображення, тригонометричні обчислення із зарання відомою фокусною відстанню об'єктива дають кутову відстань між двома точками, які спостерігаються в телескоп. У мікроскопі аналогічний розрахунок дає просторову відстань між двома точками на досліджуваному зразку.
Мікрометричний гвинтовий механізм надає можливість обертати увесь об'єктив позиційним колесом, що дозволяє точно зчитувати значення позиційного кута. Вимірювання проводять візуально. Повний вимір позиційним мікрометром складається зі зчитування кутової відстані між об'єктами і зчитування позиційного кута за шкалою позиційного колеса приладу.
У різних конструкціях можуть застосовуватися нерухомий і рухомий візири, нитки, що розташовані взаємно перпендикулярно, тощо.
Шкала-сітка розташована і може зміщуватися у фокальній площині окуляра, що забезпечує оптичну чіткість її ліній. Для більшої чіткості ліній можуть застосовуватися джерела світла з регульованою яскравістю залежно від яскравості вимірюваних об'єктів (у старих конструкціях ХІХ століття, застосовувалися особливі оливні лампи або свічки).

## Застосування

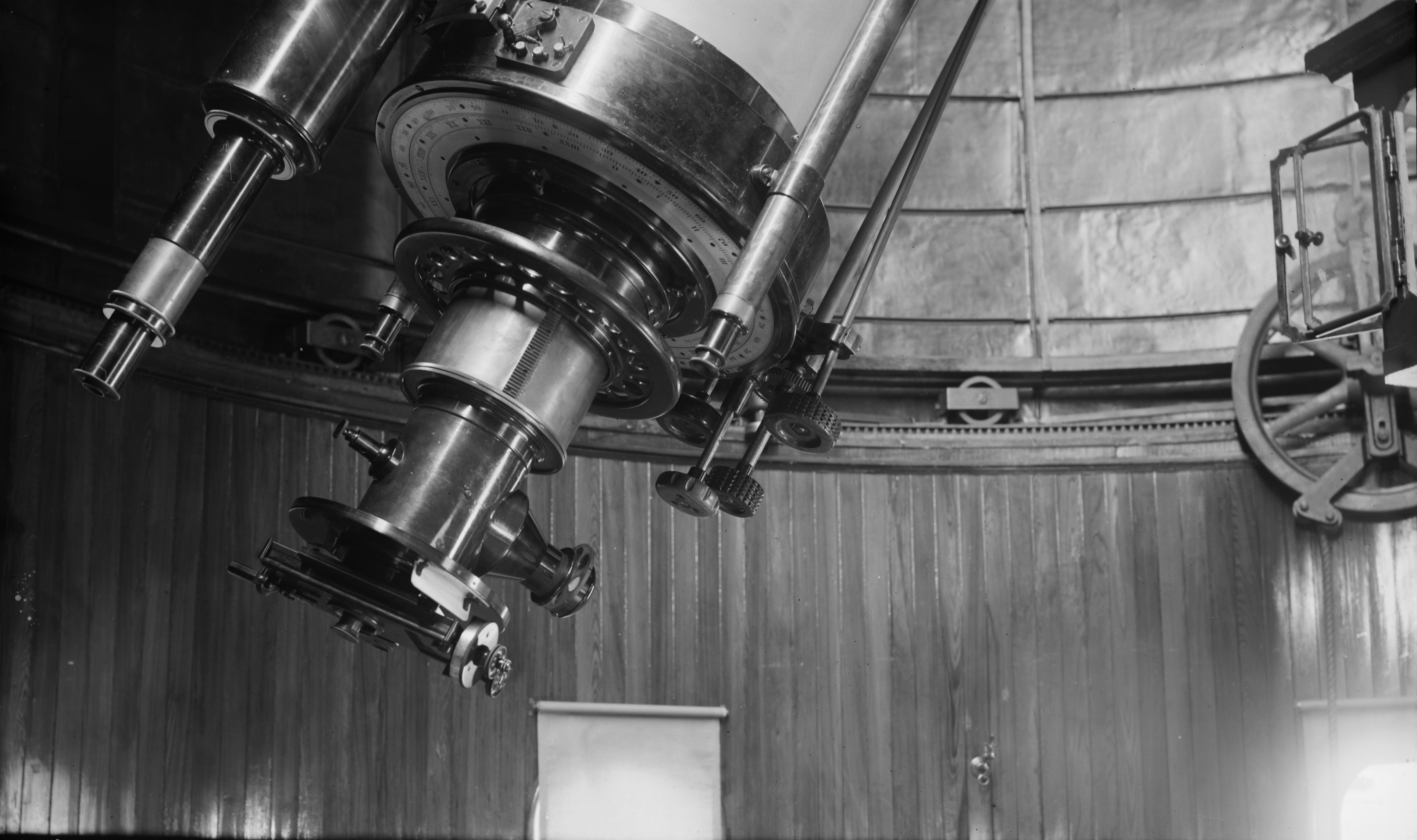
Позиційний мікрометр, приєднаний до телескопа

Позиційний мікрометр був винайдений англійським астрономом Вільямом Гаскойном, однак, перший такий прилад виготовив 1824 року Йозеф фон Фраунгофер для астрономічної обсерваторії в Дерпті (нині Тарту), на замовлення Василя Яковича Струве.
Позиційні мікрометри широко застосовувалися в ХІХ і у першій половині ХХ століття. Вийшли із ужитку із розвитком і поширенням астрофотографічних технологій вимірювань..
Мікрометри, що застосовуються в навігаційних приладах (меридіанне коло, пасажний інструмент тощо), відрізняються від позиційного мікрометра відсутністю позиційного колеса.

## Цікаво знати
Певний час матеріалом для надтонких ниток позиційних мікрометрів слугували очищені та знежирені нитки павутини спеціально відібраних видів павуків.